# Glenn Quinn
Glenn Martin Christopher Francis Quinn (28. května 1970 Dublin – 3. prosince 2002 Los Angeles, Kalifornie) byl irský herec.
Narodil se v Dublinu, své dětství strávil v USA, dospívání naopak opět v Irsku. Jako teenager hrál na bicí v irské rockové skupině Revival, působil také v místních divadlech. V roce 1988 se přestěhoval se svou rodinou do Kalifornie. Jeho prvními pracemi byly reklamy a videoklipy, v televizi debutoval epizodní rolí v seriálu Beverly Hills 90210 v roce 1990, o rok později dostal premiérovou roli ve filmu Křik. V letech 1990–1997 hrál v sitcomu Roseanne, v roce 1992 působil v dobrodružném seriálu Covington Cross. Roku 1999 ztvárnil v seriálu Angel postavu Doyla, o tři roky později se představil ve svém posledním snímku R.S.V.P.
Dne 3. prosince 2002 byla nalezen mrtvý v bytě svého přítele v losangeleské čtvrti North Hollywood, příčinou smrti bylo předávkování heroinem.